# Dumbrava Roșie
Dumbrava Roșie là một xã thuộc hạt Neamț, România. Dân số thời điểm năm 2002 là 7190 người.